# Grande-Baie
Grande-Baie est un ancien village du Québec (Canada).
Le village de Grande-Baie a été annexé à la ville de Port-Alfred en 1953.  La paroisse de Grande-Baie a été fusionnée avec la paroisse de Bagotville et les villes de Port-Alfred et de Bagotville en 1976 pour former la ville de La Baie.
En 2002, la ville de La Baie est devenue une partie de la ville de Saguenay.
|  |